# Henrik August Flindt

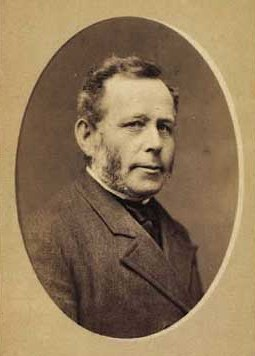
Henrik August Flindt

Henrik August Flindt (* 24. April 1822 in Århus; † 19. Januar 1901 in Frederiksberg) war ein dänischer Landschaftsarchitekt und Garteninspektor. Seine Arbeiten umfassten etwa zweihundert Gartenprojekte, darunter große öffentliche Parkanlagen in Kopenhagen einschließlich des neuen botanischen Gartens. Die meisten seiner Entwürfe nehmen den Stil des englischen Landschaftsgartens auf.

## Herkunft und Ausbildung
Flindt war der Sohn des ersten Leutnants und späteren Generalmajors Carl Ludvig Henrik Flindt (1792–1856) und dessen Ehefrau Anna Sophie Caroline (geborene Flindt, 1797–1854), Tochter eines Rittmeisters und Kammerherrn (eine Cousine dritten Grades). Von 1839 bis 1844 durchlief Flindt eine Ausbildung zum Gärtner in den Schlossgärten von Fredensborg und danach von Rosenborg unter Rudolph Rothe. 1844 legte er die Gärtnerprüfung ab und arbeitete als einfacher Gärtner in Bregentved bis 1846. Ein fünfjähriger Auslandsaufenthalt führte ihn in die Gärten von Booth (Flottbek), Schloss Dalbeith (Schottland) und Kew Gardens (England).

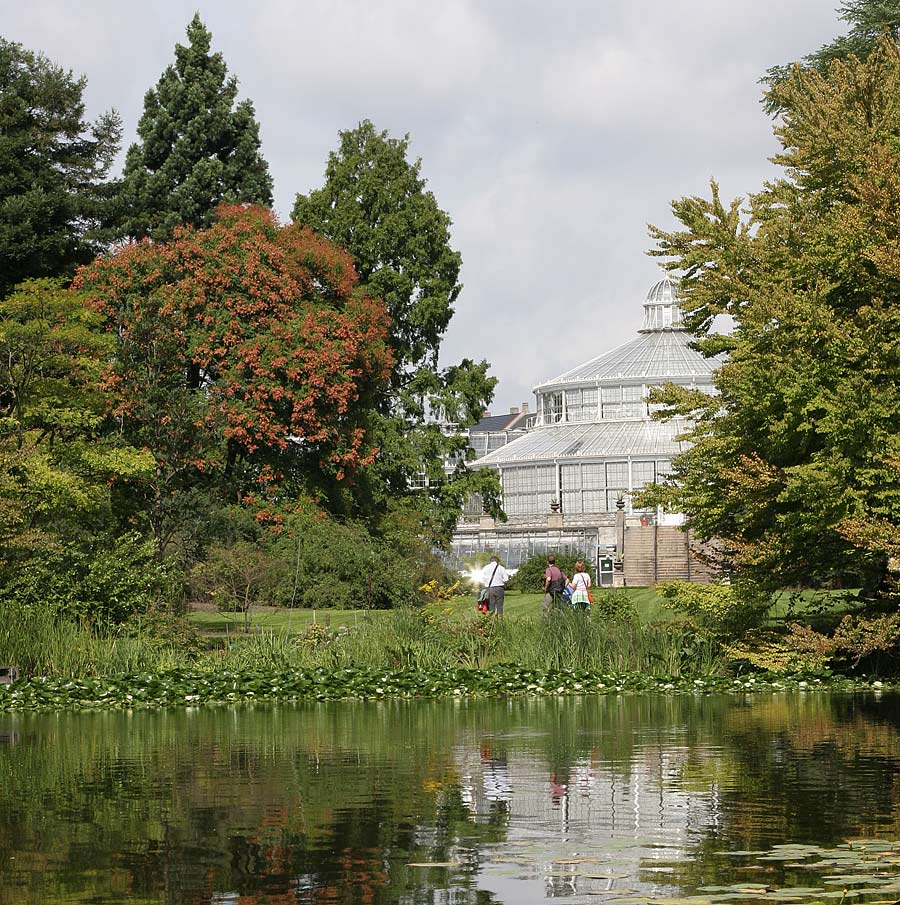
Botanischer Garten Kopenhagen, im Hintergrund der Mitteltrakt des Palmenhauses

## Landschaftsgärtner und Planer
1851 kehrte Flindt in das dänische Kernland zurück und ließ sich als Landschaftsgärtner nieder. Seine Arbeiten umfassten zahlreiche Umgestaltungen von Schloss- und Herrenhausgärten im Gesamtstaat und in Schweden. Viele Barockgärten wurden von Flindt, dem zeitgenössischen Geschmack entsprechend, in englische Parks umgewandelt und verloren ihren ursprünglichen Charakter. Flindt heiratete 1861 Oligra Petrine Constance Holm (1827–1903), Tochter eines Marineleutnants.
In den 1870er Jahren wurde Flindt mit umfangreichen Planungsaufgaben in Kopenhagen betraut. Dazu zählten die Neugestaltung der ehemaligen Wallanlagen; seine wichtigsten Entwürfe waren der neue botanische Garten und der Ørstedtpark. 1877 wurde Flindt Inspektor der königlichen Gärten. Gemeinsam mit Vilhelm Dahlerup überplante er die städtebauliche bedeutende Uferpromenade (Langelinien) in Kopenhagen, seine letzte große Arbeit.
Flindt war Ehrenmitglied der Königlich-dänischen Gartengesellschaft (seit 1889) und der dänischen Gärtnervereinigung (1899). Er wurde in Solbjerg beigesetzt. Eine Büste Flindts befindet sich im Botanischen Museum.

## Werke (Auswahl)
- Herrenhausgarten Haseldorf (Holstein), Umgestaltung
- Botanischer Garten, Kopenhagen (1871–1874)
- Ørstedpark, Kopenhagen (1876–1879)
- Charlottenlund, Umgestaltung des Schlossgartens im landschaftlichen Stil (1880–1881)
- Aborrepark, vormals Helmers bastion (1885–1888)
- Langeliniepark, Kopenhagen (1894–1900); mit Vilhelm Dahlerup, seit 1913 dort die Skulptur Die kleine Meerjungfrau von Edvard Eriksen